# Peräsaari (ö i Birkaland)
Peräsaari är en ö i Finland. Den ligger i sjön Hulppojärvi och i kommunen Ikalis i den ekonomiska regionen  Nordvästra Birkalands ekonomiska region  och landskapet Birkaland, i den sydvästra delen av landet, 200 km norr om huvudstaden Helsingfors. Öns area är 0,6 hektar och dess största längd är 180 meter i nord-sydlig riktning.